# Contabilidade administrativa
Contabilidade Administrativa é a expressão que se usa para denominar uma ramificação de Contabilidade, que reúne funções cujo objetivo prático é o atendimento às necessidades de  administradores e gestores sobre informações quantitativas e qualitativas em relação ao andamento dos negócios dos quais sejam os responsáveis.
Na Contabilidade anglo-americana, a Contabilidade Administrativa tem como elementos principais os provenientes da Contabilidade gerencial e da Contabilidade financeira. Em outros países, todavia, difere da Contabilidade Gerencial a medida que observa os  Princípios Contábeis, o que não é a regra do segmento Gerencial. Também é mais abrangente que a Contabilidade Financeira, ao incorporar elementos de Planejamento e não somente um sistema voltado para a estruturação de um Balanço a ser publicado. 

## Evolução Conceitual
Até meados do século XX, podia-se afirmar que não havia nítida distinção entre funções contábeis e administrativas, dentro de uma organização. As diferenças já haviam despontado no século anterior, quando o italiano Cerboni indicara como objeto da Contabilidade destacar as  relações jurídicas entre proprietários e consignários (o que incluia os administradores) e correspondentes (Escola do Personalismo).
Essa relação jurídica, tradicional nos países de cultura latina, não era bem vista pelos liberais, como os anglo-americanos.  Henri Fayol foi mais influente quando, ao procurar estabelecer os princípios abstratos que regem uma Organização, definiu como uma das funções principais da empresa as funções contábeis (segundo Chiavenato, as relacionadas com inventários,  registros, balanços, custos e estatísticas). Fayol reforçou a diferenciação da atividade contábil com a administrativa, embora entendeu a primeira como componente da segunda.
A organização vista como um sistema de partes interdependentes consta do enunciado de Werner Sombart (traduzido por Herrmann Júnior), a saber:
"São três os sistemas em que a inteligência atua e que servem de base à exploração: um sistema de normas (administração); um sistema de instrumentos (máquinas, aparelhos e operadores); um sistem de cifras (contabilidade e estatística). Os três sistemas não funcionam separadamente, mas apoiam-se um nos outros e entrepenetram-se.".
As amarras das normas ou relações jurídicas não agradou países liberais. Preferiram se basear na Sociologia ou relações humanas, financeiras e comportamentais, em conceitos tais como o da "A Teoria das Decisões", de Herbert. A. Simon, que resultaram em colocar a Contabilidade como sistema de apoio ao Planejamento. Ou na Contabilidade de Custos e Controladoria, na função de controle da produção e demais atividades administrativas centradas no manuseio do dinheiro. Para a Contabilidade Administrativa, podemos dizer que o objeto é a informação financeira, sobre o capital monetário ou dinheiro investido no negócio. Mesmo a adoção dos objetivos econômicos como as informações sobre o Patrimônio ou a Azienda, idéias que procuraram corrigir as falhas do Personalismo e que são predominantes da Ciência Contábil segundo a escola européia, não surtiram o efeito na contabilidade administrativa.
Como síntese da Contabilidade Administrativa podemos eleger o layout informatizado dos Sistema de Informação Contábil em uso nas empresas contemporâneas, estruturado para fins de atendimento de necessidades administrativas tais como o planejamento e o controle monetário das atividades.

## Contabilidade PúblicaBrasileira
A Contabilidade Pública do Brasil, estruturada juridicamente em 1922, trazia o aspecto de ser um exemplar da ramificação administrativa, pois destacava o regramento das gestões financeiras e  orçamentárias integradas à Contabilidade. Mas o intervencionismo governamental na atividade privada resultou que a lei 4.320/64, procurasse apreender em determinados aspectos a contabilidade privada, no afã de produzir um demonstrativo unico das diversas organizações brasileiras. Dessa forma estabeleceu dispositivos  patrimonialistas que se referiam a um "resultado econômico", o que não se aproxima dos conceitos de uma contabilidade administrativa, como foi exposto neste artigo.
Como exemplar de uma forma de Contabilidade Administrativa que poderia ser usada na atividade pública, mas sob os preceiros anglo-americanos, podemos citar a chamada Contabilidade de Fundos, atribuída a W.J. Vatter por Sérgio de Iudicibus. Conforme expõe o autor brasileiro, o conceito da Teoria dos Fundos Contábeis é a de que o capital investido representa uma restrição financeira ou legal para uso dos ativos. A fórmula algébrica seria a seguinte:
Ativos = Restrições sobre os ativos (fundos).
Em nossas palavras, como restrição legal no caso brasileiro podemos citar as leis orçamentárias. A restrição financeira seria a impossibilidade imposta de geração de déficits ou prejuízos por esse modelo.